# Dranouter
Dranouter (uitspraak: Dranoeter, "dranoetre" in het West-Vlaams) is een dorp in de Belgische provincie West-Vlaanderen en een deelgemeente van de gemeente Heuvelland, het was een zelfstandige gemeente tot aan de gemeentelijke herindeling van 1977. Dranouter is gelegen in de Westhoek dicht bij de Franse grens. Dranouter telt een 700-tal inwoners. Door de plaatselijke bevolking wordt van Nouter gesproken.
Dranouter is een landbouwdorp. De landbouwoppervlakte wordt voor een derde ingenomen door grasland. Er zijn ook vele nijverheidsgewassen.

## Geschiedenis
Vanuit het neolithicum en de Romeinse periode zijn vondsten bekend, voornamelijk kruiken en munten.
Dranouter werd voor het eerst vermeld in 1123 als Drawenoltra, waarschijnlijk afgeleid van een persoonsnaam en altaar. Vanaf 1113 was Dranouter een zelfstandige parochie. Het dorp behoorde tot de Kasselrij Belle. In de eerste helft van de 15e eeuw kende het een bloeiperiode door de lichte lakennijverheid. Een dieptepunt was het jaar 1568, toen fanatieke beeldenstormers niet enkel kerken kort en klein sloegen, maar ook drie geestelijken vermoordden. In 1552 werd Petrus Plancius geboren, die in 1585 om zijn geloof naar de noordelijke Nederlanden moest vluchten en een beroemd geograaf werd.
Hoewel het dorp tijdens de Eerste Wereldoorlog achter de frontlinie lag en een toevluchtsoord was voor Britse frontsoldaten, werd het uiteindelijk geheel vernield en daarna in ongeveer dezelfde stijl herbouwd. Diverse oorlogsgraven en -kerkhoven getuigen van die periode.

## Demografische ontwikkeling
- Bronnen:NIS, Opm:1831 tot en met 1970=volkstellingen; 1976 = inwoneraantal op 31 december

## Bezienswaardigheden
- De Sint-Jan Baptistkerk

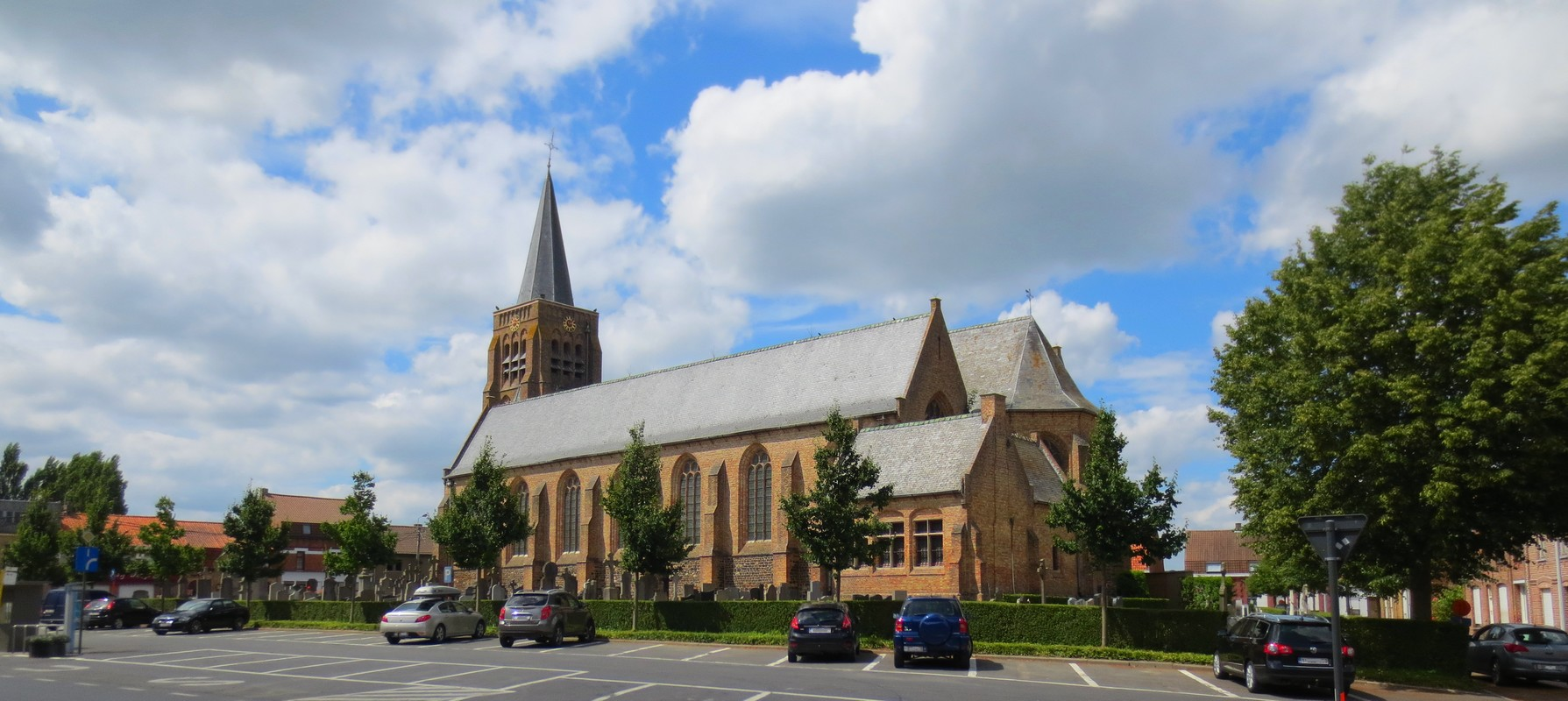
Sint-Jan Baptistkerk

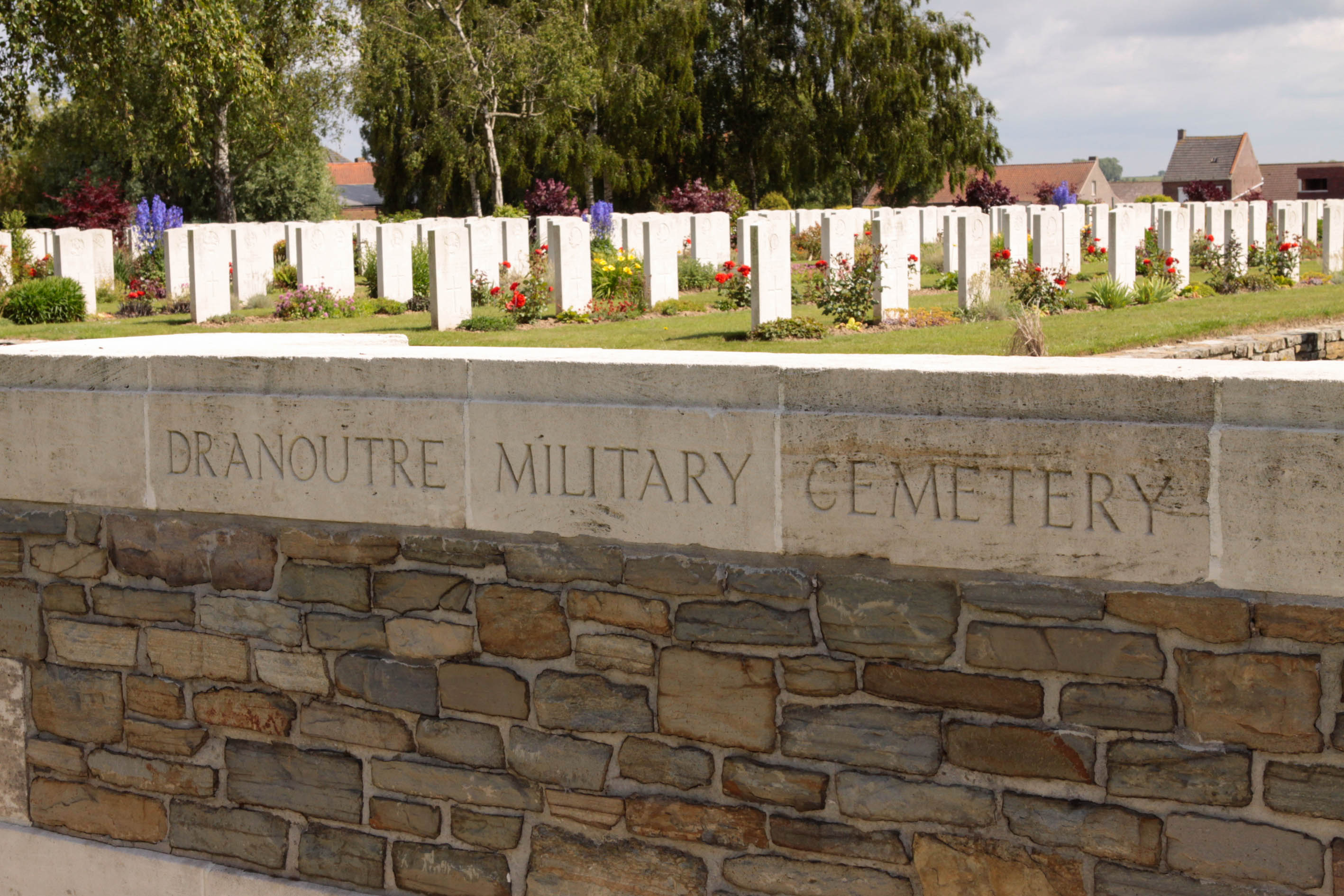
Dranoutre Military Cemetery

- De Calvarieberg van 1909, aan de Kauwakkerstraat, herdenkt de drie geestelijken uit Reningelst die in 1568 door de Geuzen vermoord werden. In 1928 werd daartoe ook de Kruistombe van de Zwarte Molen opgericht.
- De Klankmakerij is een interactieve, multimediale indoor-attractie waar bezoekers op ontdekking gaan via klankspelen, doe-opdrachten en geluidsinstallaties. Zowel kinderen als volwassenen kunnen er al experimenterend kennismaken met muziek, ritme en geluid in een speelse, educatieve omgeving. De Klankmakerij maakt deel uit van het muzikale aanbod rond het folkdorp Dranouter en staat in het teken van folkmuziek.
- Op het Kerkhof van Dranouter liggen 79 Britse militairen uit de Eerste Wereldoorlog begraven. Zij staan bij de Commonwealth War Graves Commission geregistreerd onder Dranouter Churchyard.
- De Britse begraafplaats Dranoutre Military Cemetery waar 422 gesneuvelden, eveneens uit de Eerste Wereldoorlog, begraven liggen.

## Natuur en landschap
Dranouter ligt in Zandlemig Vlaanderen en het West-Vlaams Heuvelland. De dorpskom ligt op ongeveer 55 meter hoogte, en in het oosten liggen de Monteberg en de Kemmelberg, terwijl in het zuiden de Douvebeek stroomt.

## Cultuur en folklore
- Dranouter is bekend van het jaarlijkse Festival Dranouter, gewijd aan folkmuziek. Ook het plaatselijke museum refereert aan dit onderwerp.

## Trivia
- Op 5 mei 1942 stortte nabij Dranouter in een open veld op de Kemmelberg de Spitfire van de Tsjechische Royal Air Force-piloot Karel Pavlek[1] neer nadat hij in een luchtgevecht door een Duits Focke Wulf toestel tijdens operatie Circus 157 was neergeschoten. De Spitfire was afkomstig van de RAF basis Hornchurch. Pavlek ligt begraven op het Ypres Town Cemetery Extension in Ieper.
- Elk jaar aan het begin van de lente wordt het feest Borelle gevierd. Het was oorspronkelijk een feest ter ere van de vruchtbaarheid: vuur en rook verdreven de boze geesten en brachten voorspoed voor de gewassen, de dieren en de mensen. Rond het vuur werd gedanst, en zodra het mogelijk was begonnen de feestvierders over en door de vlammen te springen. Ook het vee werd door het smeulende vuur gedreven en men maakte elkaars gezichten zwart met de as. "Borelle, Borelle, steekt het vuur in d'helle", werd er geroepen op de tocht naar het dorp, en op elke hoek werd een stropop in brand gestoken. De naam Borelle zou voortkomen van bralle. Bralle is een bundel stro die men op een per se stak en daarna in brand, om aldus een fakkel te hebben.

## Bekende personen
- Petrus Plancius (1552-1622), theoloog en geograaf. Hij heeft een gedenkteken achter de kerk.

## Nabijgelegen kernen
Loker, Belle, Nieuwkerke, Kemmel